# Marck (Pas-de-Calais)
Marck település Franciaországban, Pas-de-Calais megyében. Lakosainak száma 10 468 fő (2022. január 1.). Marck Les Attaques, Calais, Coulogne, Guemps, Offekerque és Oye-Plage községekkel határos.

## Népesség
A település népességének változása:
| Lakosok száma | 10 481 | 10 725 | 10 889 | 10 676 | 10 649 | 10 529 | 10 523 | 10 494 | 10 468 |
|               | 2013   | 2015   | 2016   | 2017   | 2018   | 2019   | 2020   | 2021   | 2022   |